# Delareyville
Delareyville is een dorp gelegen in de gemeente Tswaing in het zuiden van de Zuid-Afrikaanse provincie Noordwest. Het ligt 96 km zuidwestelijk van Lichtenburg, 82 km noordoostelijk van Vryburg en 61 km noordelijk van Schweizer Reneke aan de nationale weg N14. Delareyville is een regionaal verzorgingscentrum voor de omliggende streek en er vindt in de streek naast landbouw ook enige industriële activiteit plaats. 

## Geschiedenis
In 1914 is het dorp gesticht om huisvesting te bieden aan de mensen die in de zoutpannen werkzaam waren. Het dorp is vernoemd naar de ten tijde van de Tweede Boerenoorlog bekend geworden BoerenGeneraal Koos de la Rey (1847-1914). In 1968 werd het plaatsje tot grens-industriegebied verklaard.

## Lokale economie
In de streek worden mais, pinda's en sorghum verbouwd. Tevens wordt er aan veehouderij en schapenhouderij gedaan. In de omgeving zijn ook grote graansilo's terwijl er in het dorp een fabriek is die pinda's sorteert en verpakt. Barberspan is 20 km oostelijk van het dorp gelegen.

## Subplaatsen
Het nationaal instituut voor de statistiek, Stats SA, deelt sinds de volkstelling 2011 deze hoofdplaats in in zogenaamde subplaatsen (sub place), c.q. slechts één subplaats:
Delareyville SP.